# Fringe
Fringe è una serie televisiva statunitense prodotta dal 2008 al 2013.
Ideata da J. J. Abrams, Alex Kurtzman e Roberto Orci, è una serie di fantascienza che segue le vicende della divisione Fringe dell'FBI di Boston, in Massachusetts, e che opera sotto la supervisione del Dipartimento della sicurezza interna degli Stati Uniti d'America. La squadra si occupa delle indagini legate alla cosiddetta scienza di confine, ovvero la fringe science. Per la trama e i temi trattati, la serie è stata spesso paragonata a X-Files.
La serie è stata trasmessa in prima visione negli Stati Uniti da Fox dal 9 settembre 2008. In Italia ha esordito in prima visione a pagamento il 31 gennaio 2009, trasmessa dai canali di Mediaset Premium; in chiaro è in onda dal 9 marzo 2010, sui canali Mediaset.

## Trama
(Peter Bishop, Prova di abilità)
In tutto il mondo si stanno verificando eventi apparentemente inspiegabili, fenomeni soprannaturali, che fanno riferimento a quello che la sicurezza nazionale statunitense ha definito "Lo Schema". Quando il volo internazionale 627, partito da Amburgo, atterra a Boston con tutti i passeggeri e i componenti dell'equipaggio morti, l'agente dell'FBI Olivia Dunham è chiamata per risolvere il caso. Olivia è decisa a chiedere l'aiuto di uno scienziato, il dottor Walter Bishop, che conduceva esperimenti per il governo all'interno di un ramo della scienza chiamata "Fringe" (che comprende fenomeni paranormali come il controllo della mente, il teletrasporto, la proiezione astrale, l'invisibilità, la mutazione genetica, la resurrezione) finché, in seguito a un incidente di laboratorio, fu dichiarato mentalmente instabile e rinchiuso in un istituto psichiatrico.
Olivia si dirige quindi in Iraq, dove attualmente vive il figlio dello scienziato, Peter Bishop, che, nonostante abbia un'intelligenza alquanto sopra la norma come il padre, non si è mai laureato e ha vissuto di truffe e inganni, avvantaggiati dal suo spiccato ingegno. Peter è infatti l'unico parente e l'unica persona che può firmare le carte di dimissioni di Walter Bishop. Grazie a lui, tornato apposta negli Stati Uniti, il trio così formatosi inizia a indagare sui casi dello "Schema", che da piccoli incidenti casuali si trasformano man mano in attacchi di bioterrorismo.
Comandata dall'agente della sicurezza nazionale Phillip Broyles, che già si era occupato di numerosi casi riguardanti lo "Schema", nasce così la "Divisione Fringe", che usa come quartier generale il vecchio laboratorio di Walter nello scantinato dell'Università di Harvard a Cambridge. Ma lo "Schema" non è che la punta dell'iceberg. La squadra si troverà a combattere contro mutaforma provenienti da un universo alternativo, a combattere prima contro e poi al fianco dei loro doppi dell'altro universo, faranno esperienza di diverse linee temporali e, infine, dovranno affrontare l'invasione degli Osservatori, esseri provenienti da un lontano futuro.

## Episodi
| Stagione         | Episodi | Prima TV USA | Prima TV Italia |
| ---------------- | ------- | ------------ | --------------- |
| Prima stagione   | 20      | 2008-2009    | 2009            |
| Seconda stagione | 23      | 2009-2010    | 2010            |
| Terza stagione   | 22      | 2010-2011    | 2011            |
| Quarta stagione  | 22      | 2011-2012    | 2012            |
| Quinta stagione  | 13      | 2012-2013    | 2013            |

## Personaggi e interpreti
- Olivia Dunham (stagioni 1-5), interpretata da Anna Torv, doppiata da Eleonora De Angelis.
È l'agente dell'FBI incaricata di indagare sul volo 627 da Amburgo, solo un piccolo tassello del più macchinoso "Schema". È la collega e amante dell'agente John Scott, che lei stessa scopre essere un doppiogiochista. Assieme ai Bishop, padre scienziato pazzo e figlio truffatore, viene incorporata nella "Divisione Fringe".
- Peter Bishop (stagioni 1-5), interpretato da Joshua Jackson, doppiato da Fabrizio Manfredi.
È il figlio di Walter. Perduti entrambi i genitori (lui rinchiuso in manicomio e lei morta), vive di truffe e inganni spostandosi in continuazione, anche all'estero. Come il padre ha un quoziente d'intelligenza molto alto (190), e la sua astuzia l'ha portato a fare ogni tipo di mestiere, dal lavorare in un mattatoio, al vigile del fuoco fino a falsificare la laurea al MIT e insegnare per un breve periodo chimica al college. Nonostante sia restio a mettere radici, decide di rimanere a Boston quando si ritrova coinvolto personalmente nella vicenda.
- Walter Bishop (stagioni 1-5), interpretato da John Noble, doppiato da Carlo Valli.
Con un QI di 196 è un brillante scienziato, un "Einstein dei nostri giorni", che divide il laboratorio con il collega William Bell fino a quando, in seguito a un incidente di laboratorio, viene rinchiuso in un istituto psichiatrico per 17 anni, mentre l'amico diventa l'uomo più ricco del mondo fondando la Massive Dynamic. Nella "Divisione Fringe" si ricongiunge al figlio Peter, che garantisce per la sua dimissione dalla casa di cura.
- Phillip Broyles (stagioni 1-5), interpretato da Lance Reddick, doppiato da Simone Mori.
Agente speciale della sicurezza interna a capo della Divisione Fringe, è il diretto superiore di Olivia e colui che gestisce le indagini sullo "Schema".
- Nina Sharp (stagioni 1-5), interpretata da Blair Brown, doppiata da Rita Savagnone.
È la più fidata collaboratrice di William Bell e la reggente della "Massive Dynamic" in assenza del suo capo.
- Astrid Farnsworth (stagioni 1-5), interpretata da Jasika Nicole, doppiata da Rossella Acerbo.
È un'agente dell'FBI esperta in linguistica e crittografia che assiste Walter in laboratorio.

## Produzione
Fringe è prodotta dalla Bad Robot Productions in associazione con la Warner Bros. Television. Gli ideatori della serie, J.J. Abrams, Alex Kurtzman e Roberto Orci si sono ispirati a diverse opere, tra cui le sceneggiature di Michael Crichton, il film di Ken Russell Stati di allucinazione e le serie televisive X-Files e Ai confini della realtà. Roberto Orci ha avuto anche occasione di dichiarare che la serie rappresenta un misto tra un police procedural come Law & Order e una serie di culto come Lost. Inoltre, diversamente da Lost, J.J. Abrams promise che la trama sarebbe stata più facile da seguire e più accessibile a chi si perde occasionalmente un episodio.

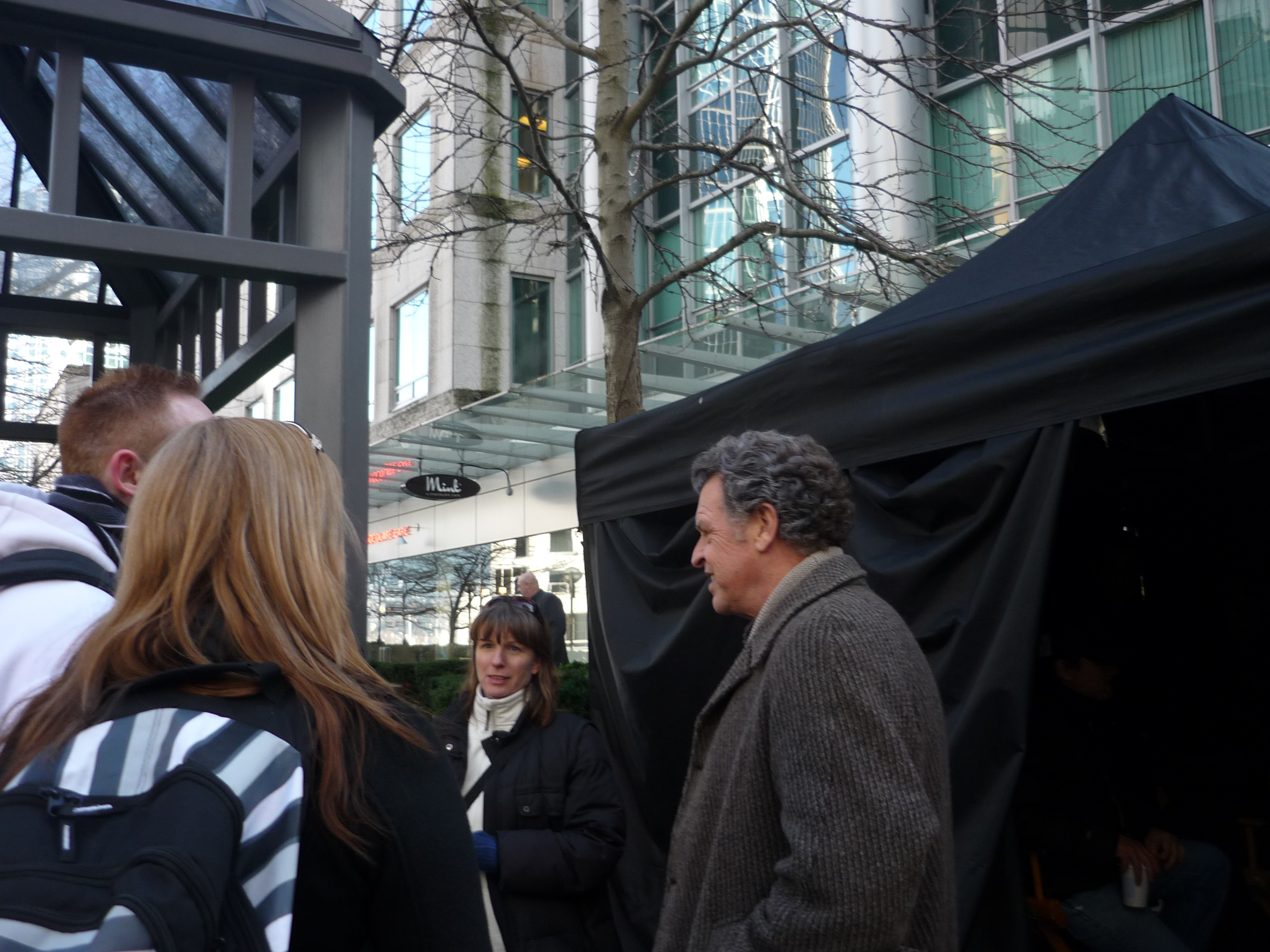
Riprese in esterna della serie, febbraio 2011

Jeff Pinkner, che aveva già lavorato con J.J. Abrams in Alias e Lost, fu designato come show runner e produttore esecutivo. Michael Giacchino compose le musiche dell'episodio pilota, per poi lasciare il lavoro ai suoi assistenti Chad Seiter e Chris Tilton. J.J. Abrams si occupò di comporre la musica della sigla. Per quanto riguarda il casting, si svolse tra i mesi di gennaio e febbraio 2008. I primi attori a entrare nel cast furono Kirk Acevedo e Mark Valley, interpreti degli agenti Charlie Francis e John Scott. Successivamente si aggiunsero anche John Noble, per il ruolo di Walter Bishop, Lance Reddick, per il ruolo dell'agente Broyles, e le attrici Anna Torv, Blair Brown e Jasika Nicole per interpretare rispettivamente Olivia Dunham, Nina Sharp, e Astrid Farnsworth. L'ultimo attore ad aggregarsi al cast fu Joshua Jackson, l'interprete di Peter Bishop.
L'episodio pilota di due ore, girato a Toronto, in Canada, costò in totale 10 milioni di dollari. Il resto della prima stagione fu invece girato a New York, ma a partire dalla seconda stagione le riprese ritornarono in Canada per ridurre i costi. La decisione di rinnovare la serie per una seconda stagione fu comunicata il 4 maggio 2009. Il 6 marzo 2010 è arrivato il rinnovo per una terza stagione. Nonostante gli ascolti non siano stati brillanti durante la terza stagione, tanto da far decidere al network di spostare il giorno di programmazione dal giovedì al venerdì, il 24 marzo 2011 la serie è stata rinnovata anche per una quarta stagione. Il 26 aprile 2012 la serie è stata rinnovata anche per una quinta e ultima stagione di 13 episodi.

## Espedienti narrativi
Nella serie viene fatto ampio uso del concetto di universo parallelo. Tale concetto, accennato verso la fine della prima stagione, diviene sempre più importante. Inizialmente l'universo parallelo è solo descritto. Alla fine della seconda stagione Olivia accede all'universo parallelo che diviene quindi parte della narrazione non solo come descrizione di uno dei personaggi, ma anche come ambiente in cui si svolge la storia. Nella terza stagione l'universo parallelo diviene l'ambiente in cui si svolgono interi episodi e, in certi casi, tali episodi sono slegati, nel loro svolgimento, da quanto avviene nell'universo regolare.
Oltre a scene e ricordi, tipici di molte serie che utilizzano il concetto di continuity, in Fringe ci sono anche interi episodi che si svolgono nel passato o nel futuro, senza che alcun elemento del presente li introduca, li narri o ne dia interpretazioni alla fine.
| Universi in cui si svolgono gli episodi della serie | Universi in cui si svolgono gli episodi della serie | Universi in cui si svolgono gli episodi della serie | Universi in cui si svolgono gli episodi della serie | Universi in cui si svolgono gli episodi della serie | Universi in cui si svolgono gli episodi della serie | Universi in cui si svolgono gli episodi della serie | Universi in cui si svolgono gli episodi della serie | Universi in cui si svolgono gli episodi della serie | Universi in cui si svolgono gli episodi della serie | Universi in cui si svolgono gli episodi della serie | Universi in cui si svolgono gli episodi della serie | Universi in cui si svolgono gli episodi della serie | Universi in cui si svolgono gli episodi della serie | Universi in cui si svolgono gli episodi della serie | Universi in cui si svolgono gli episodi della serie | Universi in cui si svolgono gli episodi della serie | Universi in cui si svolgono gli episodi della serie | Universi in cui si svolgono gli episodi della serie | Universi in cui si svolgono gli episodi della serie | Universi in cui si svolgono gli episodi della serie | Universi in cui si svolgono gli episodi della serie | Universi in cui si svolgono gli episodi della serie | Universi in cui si svolgono gli episodi della serie |
| --------------------------------------------------- | --------------------------------------------------- | --------------------------------------------------- | --------------------------------------------------- | --------------------------------------------------- | --------------------------------------------------- | --------------------------------------------------- | --------------------------------------------------- | --------------------------------------------------- | --------------------------------------------------- | --------------------------------------------------- | --------------------------------------------------- | --------------------------------------------------- | --------------------------------------------------- | --------------------------------------------------- | --------------------------------------------------- | --------------------------------------------------- | --------------------------------------------------- | --------------------------------------------------- | --------------------------------------------------- | --------------------------------------------------- | --------------------------------------------------- | --------------------------------------------------- | --------------------------------------------------- |
| Stagione                                            | 01                                                  | 02                                                  | 03                                                  | 04                                                  | 05                                                  | 06                                                  | 07                                                  | 08                                                  | 09                                                  | 10                                                  | 11                                                  | 12                                                  | 13                                                  | 14                                                  | 15                                                  | 16                                                  | 17                                                  | 18                                                  | 19                                                  | 20                                                  | 21                                                  | 22                                                  |                                                     |
| 1                                                   |                                                     |                                                     |                                                     |                                                     |                                                     |                                                     |                                                     |                                                     |                                                     |                                                     |                                                     |                                                     |                                                     |                                                     |                                                     |                                                     |                                                     |                                                     |                                                     |                                                     |                                                     |                                                     |                                                     |
| 2                                                   |                                                     |                                                     |                                                     |                                                     |                                                     |                                                     |                                                     |                                                     |                                                     |                                                     |                                                     |                                                     |                                                     |                                                     |                                                     | 1                                                   |                                                     |                                                     |                                                     |                                                     |                                                     |                                                     |                                                     |
| 3                                                   |                                                     |                                                     |                                                     |                                                     |                                                     |                                                     |                                                     |                                                     |                                                     |                                                     |                                                     |                                                     |                                                     |                                                     | 2                                                   |                                                     |                                                     |                                                     | 3                                                   |                                                     |                                                     | 4                                                   |                                                     |
| 4                                                   |                                                     |                                                     |                                                     |                                                     |                                                     |                                                     |                                                     |                                                     |                                                     |                                                     |                                                     |                                                     |                                                     |                                                     |                                                     |                                                     |                                                     |                                                     | 5                                                   |                                                     |                                                     |                                                     |                                                     |
| 5                                                   |                                                     |                                                     |                                                     |                                                     |                                                     |                                                     |                                                     |                                                     |                                                     |                                                     |                                                     |                                                     | 6                                                   |                                                     |                                                     |                                                     |                                                     |                                                     |                                                     |                                                     |                                                     |                                                     |                                                     |

| Universo regolare                                                                |
| Universo parallelo                                                               |
| Entrambi gli universi                                                            |
| Universo regolare dopo la distruzione dell'universo parallelo                    |
| Entrambi gli universi dopo le modifiche alla linea temporale                     |
| Futuro dell'universo regolare dopo le modifiche alla linea temporale             |
| Universo regolare dopo le modifiche alla linea temporale e la chiusura del ponte |
| Futuro di entrambi gli universi dopo le modifiche alla linea temporale           |

| Annotazioni | Annotazioni                                                 |
| ----------- | ----------------------------------------------------------- |
| 1           | Si svolge nel 1985                                          |
| 2           | Si svolge nel 1986                                          |
| 3           | Si svolge in prevalenza nella mente di Olivia               |
| 4           | Si svolge prevalentemente nel 2026                          |
| 5           | Si svolge nel 2036 (dopo le modifiche alla linea temporale) |
| 6           | La parte finale dell'episodio si svolge nel 2015            |

### La sigla
Realizzata in computer grafica, la sigla della serie TV si apre con l'animazione di una serie di cellule, da cui l'inquadratura si allontana rapidamente per mostrare che appartengono all'impronta di una mano con sei dita. La sigla termina con il logo Fringe che, inizialmente sgretolato, si ricompone. Durante le animazioni sono visibili alcune scritte che rappresentano argomenti appartenenti alla scienza di confine: psicocinesi, teletrasporto, nanotecnologie, intelligenza artificiale, precognizione, materia oscura, cibernetica, animazione sospesa e trasmogrificazione. Tra le equazioni presenti si può distinguere la formula del teorema dei seni. Inoltre compare anche la frase Observers are here («Gli Osservatori sono qui»): esattamente come accade per tali personaggi, l'individuazione della scritta è estremamente difficile e ottenibile solo attraverso un fermoimmagine; in grafia visibilmente diversa da quella degli altri titoli, come se fosse scritta a mano, appare in corrispondenza del flash luminoso poco prima di dark matter. Tutta la sigla è caratterizzata da un colore freddo a metà tra il blu e il verde.
A partire dalla seconda stagione, la sigla compare in alcune varianti che anticipano l'ambientazione dell'episodio.
- Sigla rossa: introduce gli episodi ambientati nell'universo parallelo. Rispetto a quella tradizionale, le immagini sono tinte di rosso. Inoltre differisce negli argomenti indicati dalle scritte, sottolineando come la scienza di confine dell'universo parallelo tratti argomenti differenti rispetto a quello regolare: ipnosi, pirocinesi, mente alveare, ESP, neuroscienza, chiaroveggenza, crionica, Primo Popolo, proiezione astrale, protoscienza, mutazione e ingegneria genetica. Queste appartengono peraltro anche alla sigla standard (blu) della seconda stagione, in cui tuttavia "universi paralleli" sostituisce "Primo Popolo".
- Sigla blu/rossa: è un collage delle due sigle. Viene utilizzata solo nell'ottavo episodio della terza stagione, in cui per la prima volta la narrazione si sposta costantemente fra i due universi. Gli argomenti che appaiono in questa versione sono wormhole, singolarità, speciazione, sinestesia, transumanesimo, pandemia, rianimazione, reti neurali, telepatia, trascendenza, retrocognizione e biotecnologie. Appartengono anche alla sigla standard (blu) della terza stagione.
- Sigla anni '80: utilizzata due volte, serve a introdurre episodi interamente ambientati negli anni ottanta (dei flashback). Nonostante lo schema della sigla sia lo stesso di quella tradizionale, viene utilizzata una computer grafica molto più rudimentale, riconducibile alle tecnologie dell'epoca. Al posto della classica impronta della mano viene mostrata una radiografia, a cui viene sovrapposta l'immagine di una mano reale. Il tema musicale invece, anziché orchestrale, è realizzato con dei sintetizzatori e una batteria elettronica. Le scritte fanno riferimento ad argomenti che, ai tempi, erano considerati scienza di confine, ma che oggi rientrano in gran parte nella scienza tradizionale: personal computing, fusione fredda, clonazione, impronta genetica, nanotecnologie, invisibilità, ingegneria genetica, chirurgia laser, tecnologia stealth, fecondazione in vitro e realtà virtuale.
- Sigla grigia: utilizzata per l'episodio finale della terza stagione, ne anticipa l'ambientazione nell'anno 2026. La tonalità vuole indicare il destino spento di un mondo in rapido declino, e le scritte ne riportano le futuristiche scienze di confine: ringiovanimento cellulare, estrazione del pensiero, criptozoologia, partizionamento neurale, porting cerebrale, plasticità temporale, doppia maternità, struttura del caos, trapianto clonale, biosospensione, ma anche acqua e speranza.
- Sigla ambra: è la sigla standard della quarta stagione. Presenta episodi ambientati in un presente in cui i due universi sono collegati da un ponte: il colore ambra simboleggia l'unione tra i due colori delle precedenti sigle. I temi di questa sigla sono esistenza, entanglement quantistico, pietra filosofale, psicometria, terapia virale, piano etereo, gravitoni, paradosso temporale, psicogenesi, bilocazione, chirurgia psichica, transgenica.
- Sigla distopica: compare nell'episodio Lettere di transito della quarta stagione ed è la sigla standard della quinta; tutti gli episodi in cui compare sono ambientati in un futuro distopico dominato dagli Osservatori. Caratterizzata da una colorazione molto cupa, a differenza degli altri tipi di sigla, mostra un impulso elettrico: l'inquadratura si allontana, andando a mostrare quelli che sembrerebbero neuroni. Dopodiché l'inquadratura si allontana ancora, "fuoriuscendo" da un cervello e quindi dalla testa di un uomo mostrato di spalle; un ulteriore allontanamento rivela che è parte di una folla di persone e che sono tutti all'interno di un campo di concentramento. Il logo Fringe è rappresentato come se fosse realizzato in pietra. Le scritte riguardanti la scienza di confine vengono sostituite da concetti ormai decaduti e alcuni diritti fondamentali di cui l'umanità è priva nel futuro rappresentato: comunità, gioia, individualità, educazione, immaginazione, pensiero privato, equo processo, proprietà, libero arbitrio, libertà.

### Gli Osservatori

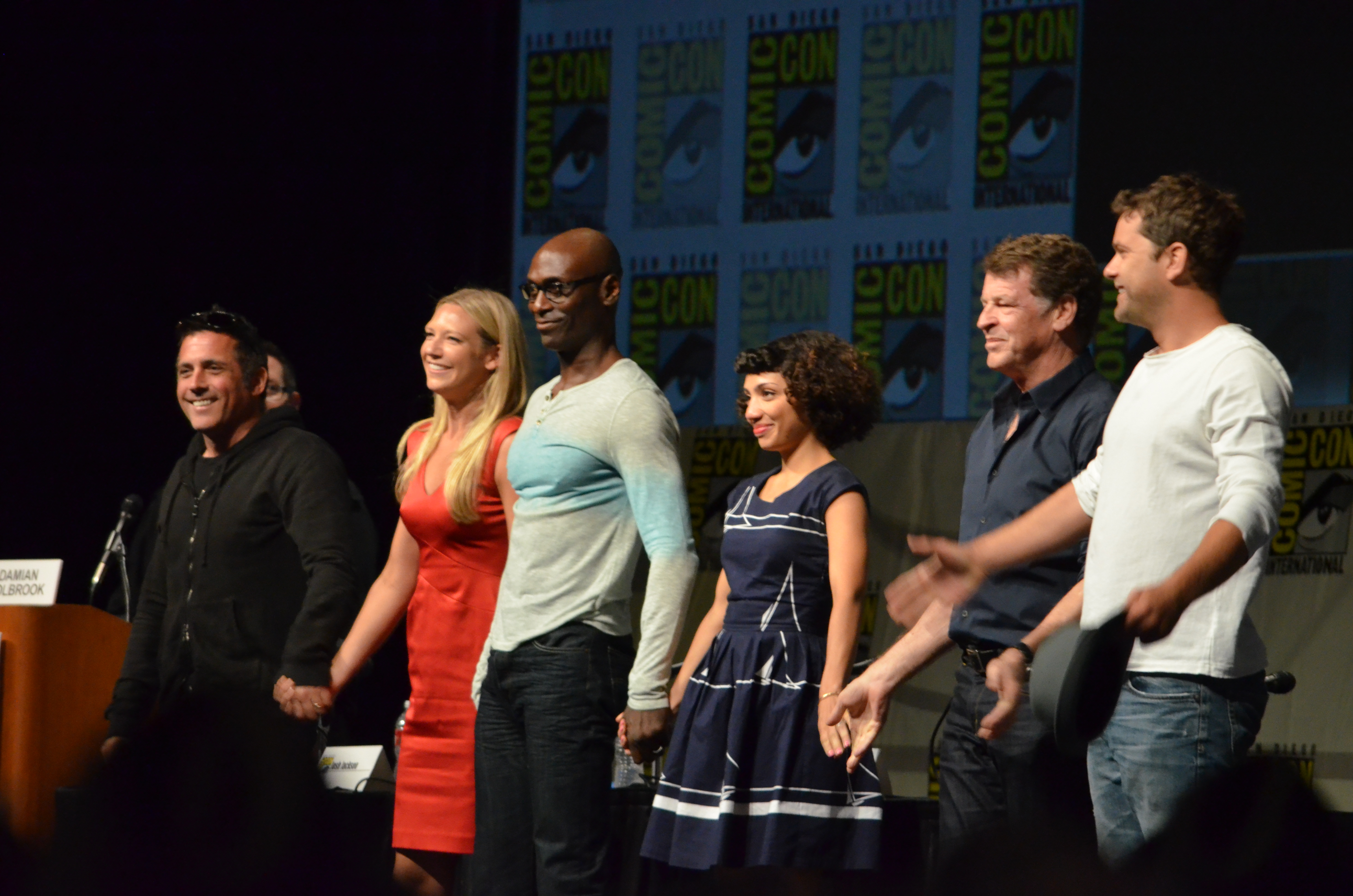
Il cast principale di Fringe nel 2012 al San Diego Comic-Con International

Gli Osservatori (Observers) sono personaggi misteriosi, di cui è poco chiara l'origine. Il loro volto è pallido, completamente glabro e inespressivo; nelle rare volte in cui li si vede interagire con qualcuno, sembrano essere privi di qualsiasi tipo di emozione: infatti l'evoluzione del loro cervello ha creato nuove convoluzioni fino a soffocare la parte predisposta a provare emozioni ed empatia. Indossano sempre un completo e un cappello nero. Il loro comportamento e abbigliamento li rende "anonimi" quando si trovano in mezzo a una moltitudine di persone. Il loro compito, infatti, è quello di osservare gli eventi, senza poter tuttavia intervenire. Questi esseri sono sempre stati presenti ogni volta che si sono verificati eventi particolari come incidenti, assassini, scoperte scientifiche o eventi apparentemente inspiegabili (come quelli su cui si trova a indagare la Divisione Fringe) che hanno modificato il corso della storia. Non viene chiarito se gli Osservatori siano in grado di viaggiare nel tempo o se, invece, siano esseri ultracentenari il cui aspetto rimane immutato nel corso del tempo. È invece appurato che possono tranquillamente spostarsi tra i vari universi. Possiedono una grande forza fisica, anche se non la adoperano spesso. Apparentemente non possono "sentire" i sapori (come rivelato durante l'incontro fra Walter Bishop e Settembre), cosa che li spinge solitamente a ordinare pasti esageratamente piccanti o saporiti, fra cui carne molto al sangue, peperoncini verdi piccanti, o un intero barattolo di pepe. In svariate occasioni li si può vedere ingerire un'intera bottiglietta di tabasco. Nella serie non compaiono Osservatori di sesso femminile.
Un Osservatore (di solito Settembre, ma in alcune occasioni un altro Osservatore) compare in tutti gli episodi della serie, ma la sua individuazione è estremamente difficile: infatti, nella maggior parte dei casi, è mescolato tra la folla, inquadrato in lontananza o sfocato (ma riconoscibile dall'abbigliamento). In virtù di quello che è il compito degli Osservatori, la sua presenza negli episodi spesso è totalmente ininfluente sulla trama. Pertanto, la sua presenza, nonché la grande difficoltà nel riconoscerlo, ha reso l'individuazione dell'Osservatore una sorta di easter egg.
Durante una loro riunione, si scopre che i loro nomi corrispondono a quelli dei mesi; a metà della quarta stagione si scopre che gli Osservatori sono dodici scienziati, tra cui Settembre e Dicembre, venuti da un possibile futuro, il 2609, dove la razza umana ha sviluppato la macchina del tempo: ritornano nel passato per osservare e riportare gli eventi principali della storia dell'umanità, allo scopo di colonizzare successivamente il pianeta dopo che questo era stato, nella loro linea temporale, distrutto per garantire la loro sopravvivenza (non possono infatti respirare l'aria normale, ma solo quella ricca di monossido di carbonio).
Il nome dell'Osservatore che segue la vita di Walter e Peter è Settembre. Pur comparendo fin dall'inizio della serie, Settembre viene presentato ufficialmente a partire dal quarto episodio della prima stagione, È arrivato. Tuttavia la presenza di questo personaggio viene anticipata già nel secondo episodio della stagione, La solita vecchia storia, nel quale l'Osservatore è ben visibile in quanto, infrangendo la cosiddetta quarta parete, guarda direttamente verso lo spettatore.

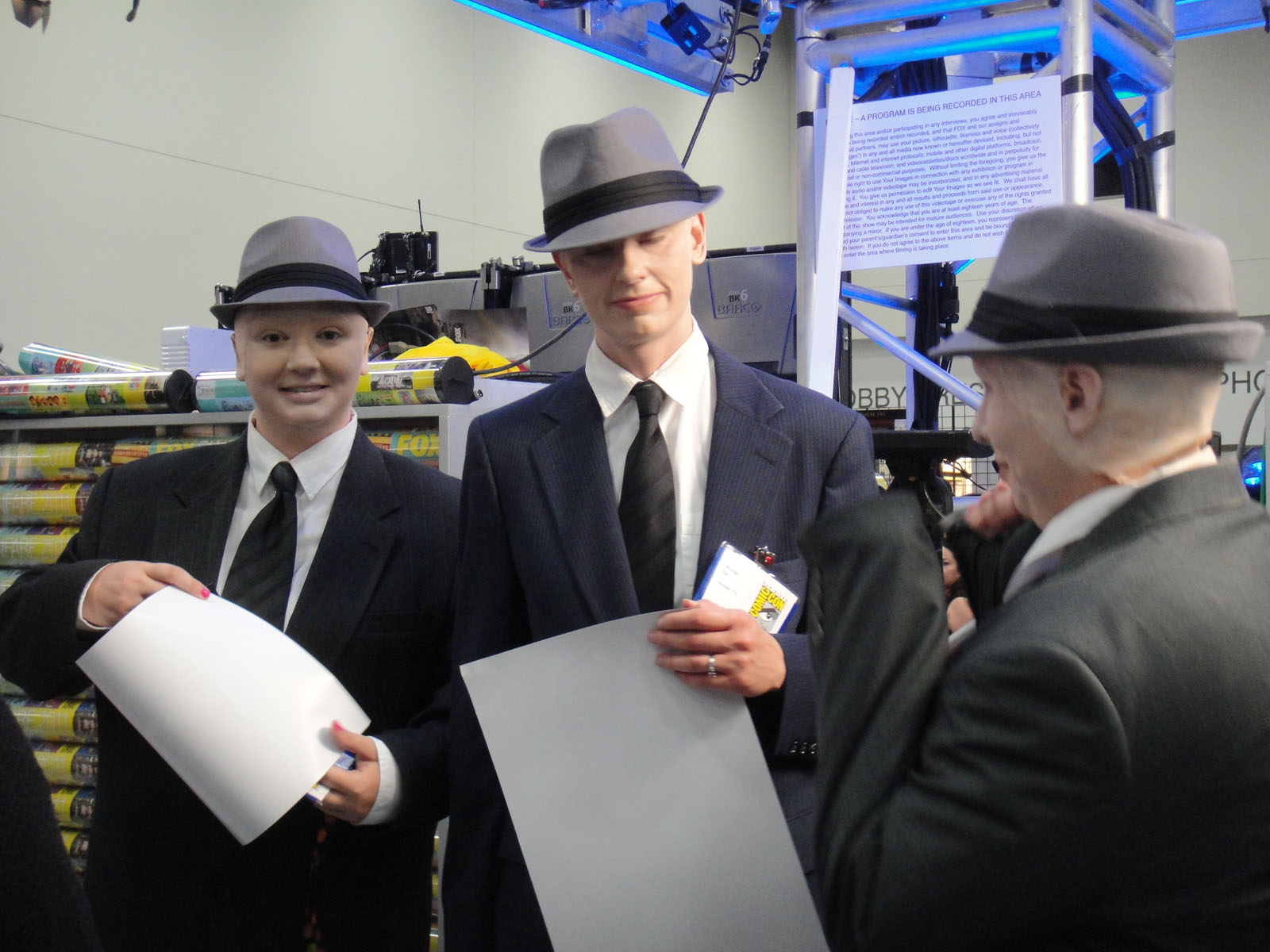
Cosplayer della serie, nei panni degli Osservatori, al Comic-Con di San Diego del 2011

In un episodio ambientato nel 2036, si scopre che gli Osservatori hanno conquistato il mondo, ed è Walter che spiega che gli Osservatori, dopo aver avvelenato in maniera irreparabile il pianeta, nel XXVII secolo, hanno deciso di tornare nel passato per impossessarsi della Terra presente, ancora sana e abitabile. Dopo aver passato anni a osservare e studiare il nostro universo, nel 2015 attuano la Grande Epurazione, massacrando migliaia di persone e stabilendo una rigida dittatura globale, dove la divisione Fringe era stata limitata al controllo dei cosiddetti "Nativi", cioè gli esseri umani del XXI secolo. In questo episodio, viene inoltre confermato che Olivia Dunham ha effettivamente avuto una figlia da Peter Bishop, circostanza che vede realizzarsi la previsione di Settembre.
Settembre, perduti nel frattempo i poteri da Osservatore e assunto il nome di Donald, spiega che gli Osservatori sono un'evoluzione degli esseri umani. Il 20 febbraio 2167, infatti, alcuni scienziati a Oslo scoprono che è possibile aumentare l'intelligenza umana e le varie capacità sviluppando la parte del cervello razionale, sopprimendo quella delle emozioni. La nuova razza quindi è super intelligente e sfrutta la tecnologia per leggere il pensiero e viaggiare nel tempo, ma non prova alcuna emozione. Anche la riproduzione avviene in modo diverso: per creare un Osservatore, si prende del DNA da un donatore scelto e lo si fa maturare in una vasca. Il bambino empatico è il figlio di Settembre, che però si è sviluppato in maniera diversa: possiede facoltà intellettive superiori agli Osservatori e prova anche delle emozioni, motivo per il quale viene considerato dagli altri un'anomalia. Settembre fa parte di un gruppo di 12 scienziati, mandati nel passato per capire come si è sviluppata l'umanità, ma viene bandito dal gruppo perché interferisce con il tempo, salvando la vita a Peter Bishop e si scoprirà più avanti che porterà il proprio figlio, Michael, nel passato per salvarlo.

### I glifi
In diversi momenti di ogni singolo episodio, sono stati inseriti dei glifi, ovvero singoli fotogrammi rappresentanti diverse figure, generalmente una foglia, una mela, un fiore, una farfalla, una rana, un cavalluccio marino, una mano a sei dita e un volto. Tali glifi rappresentano un codice che nasconde una parola diversa per ogni episodio, che aggiunge maggiori informazioni sulla soluzione di ogni enigma. Appaiono almeno cinque volte a schermo intero, prima dell'intermezzo pubblicitario. A svelare la loro funzione è stato lo stesso ideatore della serie J. J. Abrams, che in un'intervista ha spiegato come facciano parte del "codice della serie". Il cosiddetto "codice dei glifi" è stato decifrato nel mese di marzo 2009 da Julian Sanchez, editore del sito di tecnologia Ars Technica.
I glifi occasionalmente sono apparsi anche all'interno di episodi. Ad esempio, nel primo episodio, all'interno di un laboratorio della Massive Dynamic viene inquadrato di proposito la foglia; una farfalla aiuta Walter a risolvere un caso in Progetto Elephant, mentre in Segreti di famiglia appare un cavalluccio marino all'interno della molecola di una tossina. Inoltre, in Jacksonville, mentre Walter parla con Olivia nel luogo dove lei era stata sottoposta al Cortexiphan, tutti i glifi sono visibili sullo sfondo e in Un tulipano bianco mentre Olivia rovista fra gli effetti personali del professor Peck si intravede un cavalluccio marino. Nel sesto episodio della quinta stagione, Attraverso lo specchio, i glifi compaiono sulle porte di appartamenti al posto dei numeri di interno, in un miniuniverso creato da Walter, il quale ne dà anche una breve descrizione. Alla fine dell'episodio Interno 6 B, compare il glifo della mano a sei dita, ma al posto del solito puntino c'è un cuoricino giallo. Appare anche nel tredicesimo episodio della quinta stagione, in forma di impronta di sangue in un muro.